# 贝坦库尔
贝坦库尔（法語：Béthincourt，法語發音：[betɛ̃kuʁ]）是法国默兹省的一个市镇，属于凡尔登区。

## 地理
贝坦库尔（49°15'9"N, 5°13'52"E）面积13.32 平方千米，位于法国大東部大區默兹省，该省份为法国西北部内陆省份，北与比利时接壤，西接马恩省和阿登省，南至上马恩省和孚日省，东临默尔特-摩泽尔省。
与贝坦库尔接壤的市镇（或旧市镇、城区）包括：屈西、屈米耶尔-勒莫尔奥姆、阿戈讷地区埃讷、默兹河畔福尔日、热尔库尔和德里朗库尔、马朗库尔。

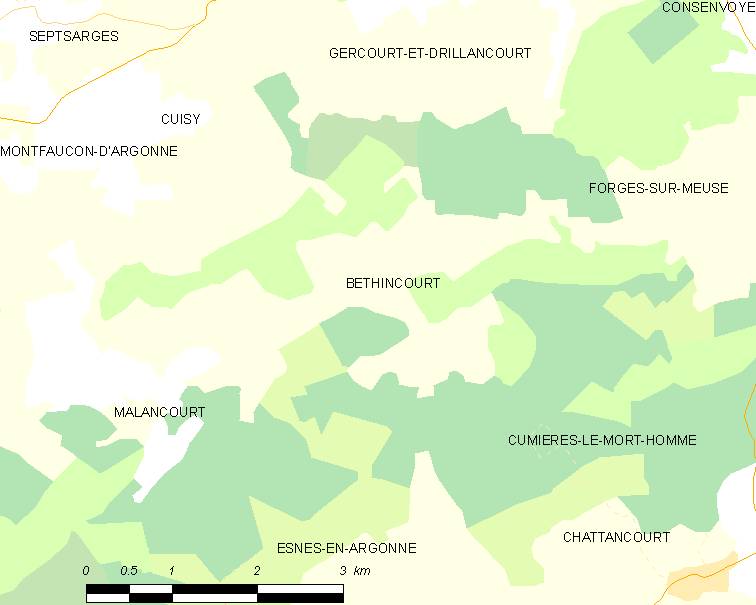
贝坦库尔的OSM定位图

贝坦库尔的时区为UTC+01:00、UTC+02:00（夏令时）。

## 行政
贝坦库尔的邮政编码为55270，INSEE市镇编码为55048。

## 政治
贝坦库尔所属的省级选区为阿戈讷地区克莱蒙县。

## 人口

1962-2008年间贝坦库尔人口变化图示

贝坦库尔于2022年1月1日时的人口数量为47人。